# 북방털코웜뱃
북방털코웜뱃 또는 북방콧등털웜뱃(Lasiorhinus krefftii)은 3종으로 이루어진 웜뱃의 일종이다. 세계에서 가장 희귀한 육상 동물 중의 하나로 멸종 위급종이다. 100년 전부터 최근까지 역사적인 분포 지역은 뉴사우스웨일스 주와 빅토리아 주, 퀸즐랜드 주 지역이었지만, 현재는 퀸즐랜드 주의 에핑숲 국립 공원의 32km2 이내의 3km2 정도 면적의 한 군데 지역으로 분포 지역이 제한되어 있다. 2003년 전체 개체수는 번식 가능한 겨우 30여 마리의 암컷을 포함하여 113마리로 이루어져 있다. 가장 최근의 2010년 조사에서 전체 개체수는 163마리로 추산하고 있으며, 최근 몇년 동안 개체수가 천천히 늘어나 점진적으로 증가하고 있다.

## 참고 자료
- Underhill D (1993). 《Australia's Dangerous Creatures》. Sydney NSW: Reader's Digest. ISBN 0-86438-018-6.